# Twierdzenie Cauchy’ego-Fareya
Twierdzenie Cauchy’ego-Fareya – twierdzenie teorii liczb dotyczące ciągów ułamków Fareya.
Jeśli ułamek {\displaystyle {\frac {l}{m}}} następuje bezpośrednio po ułamku {\displaystyle {\frac {h}{k}}} w ciągu ułamków Fareya {\displaystyle {\mathcal {F}}_{n},} to {\displaystyle lk-hm=1}.